# Ty, Kubán, ty nasha Ródina
Tú, Kubán, tú, Nuestra Patria (en ruso: Ты, Кубань, Ты наша Родина, Ty, Kubán, ty nasha Ródina) es una canción popular rusa y uno de los símbolos del krai de Krasnodar, sujeto federal de Rusia. Su declaración como himno fue aprobada el 24 de marzo de 1995 por la Asamblea Legislativa del Krai de Krasnodar. La letra fue creada por Konstantin Obraztsov y fue adaptada a la música popular por Víctor Zájarchenko.

## Historia
Fue escrita por el párroco de un regimiento de cosacos en honor a la gloria de una batalla en el frente ruso-turco en la Primera Guerra Mundial en 1914. Durante la guerra civil rusa, fue himno de la Rada del Kubán de la República Popular de Kubán.

## Letra
| Гимн Краснодарского края Ты, Кубань, ты наша Родина, Вековой наш богатырь! Многоводная, раздольная Разлилась ты вдаль и вширь. Из далеких стран полуденных, Из заморской стороны Бьём челом тебе, родимая, Твои верные сыны. О тебе здесь вспоминаючи, Песню дружно мы поём, Про твои станицы вольные, Про родной отцовский дом. О тебе здесь вспоминаючи, Как о матери родной, На врага, на басурманина Мы идём на смертный бой. О тебе здесь вспоминаючи, За тебя ль не постоять, За твою ли славу старую Жизнь свою ли не отдать? Мы, как дань свою покорную, От прославленных знамён Шлём тебе, Кубань родимая, До сырой земли поклон. | Himno del Krai de Krasnodar Tý, Kubán', tý nasha Ródina, Vekovoy nash bogatýr'! Mnogovódnaya, razdól'naya Razlilás' tý vdal' i vshir'. Iz dalyókij stran polúdennyj, Iz zamorskoy storoný B'yom chelom tebyé, rodímaya, Tvoí vérnyie syný. O tebyé zdes' vspomináyuchi, Pesnyu druzhno mý poyom, Pro tvoí stanitsy vól'nyie, Pro rodnoy ottsóvskiy dom. O tebyé zdes' vspomináyuchi, Kak o máteri rodnoy, Na vragá, na basurmánina My idyom na smértnyy boy. O tebyé zdes' vspomnáyuchi, Za tebiá l' nye postoyat', Za tvoyú li slavu stáruyu Zhizn' svoyú li nye otdat'? Mý, kak dan' svoyú pokórnuyu, Ot proslávlennyj znamyón Shlyom tebyé, Kubán' rodímaya, Do syroy zemlí poklón. | Himno del Krai de Krasnodar ¡Tú, Kubán, tú nuestra Tierra natal, nuestro héroe centenario! De aguas abundantes, vasta, Te extendiste lejos y ampliamente. Desde un lejano país austral, desde un lugar allende los mares. Batimos la frente a ti, querida, tus hijos leales. Aquí recordándote, juntos cantamos una canción sobre tus stanitsas libres, sobre casa natal paterna. Aquí recordándote, como a la madre querida. Ante un enemigo, ante un infiel, vamos a la batalla mortal. Aquí recordándote, indefensa ¿Por tu vieja gloria quién no daría su vida? Nosotros, como ofrenda a nuestros abnegados, de los estandartes glorificados te enviamos, Kubán querido, hasta tus húmedas tierras, una reverencia. |